# Mormonia robinsoni
Mormonia robinsoni là một loài bướm đêm trong họ Noctuidae.